# Хамбалеева, Альфия Саяровна
Хамбалеева Альфия Саяровна (2 февраля 1960 года — 3 июля 2013 года) — башкирская оперная певица (драматическое сопрано). Заслуженная артистка Республики Башкортостан (1996), солистка Башкирского Государственного театра оперы и балета.

## Биография
Хамбалеева Альфия Саяровна родилась 2 февраля 1960 года в г. Челябинске.
В 1981 году поступила в Воронежский институт искусств (класс профессора Н. И. Уткиной).
В 1984 году — перевелась и в 1987 году окончила Уфимский государственный институт искусств по специальности «сольное пение» (класс заслуженного работника культуры России, народной артистки Башкортостана, профессора Р. Г. Галимуллиной).
С 1989 по 1994 работала солисткой Башкирской государственной филармонии, а с 1994 года — солисткой оперной труппы Башкирского Государственного театра оперы и балета.
В 1996 и 2000 годах принимала участие в фестивале оперной музыки тюркоязычных народов «ТЮРКСОЙ» на Кипре и в Турции (г. Мерсин).

## Творчество
Основные партии:
- Аида (Дж. Верди «Аида»)
- Аксэскэ, Минлебикэ (З. Исмагилов «Акмулла»)
- Амина (З. Исмагилов «Салават Юлаев»)
- Вторая дама (В.-А. Моцарт «Волшебная флейта)[3]
- Домна Сабурова (Н. Римский-Корсаков «Царская невеста»)
- Залифа (З. Исмагилов «Кахым-туря»)
- Карасэс (З. Исмагилов «Послы Урала»)
- Леонора (Дж. Верди «Трубадур»)
- Лиза (П. Чайковский «Пиковая дама»)
- Мими (Дж. Пуччини «Богема»)
- Сантуцца (П. Масканьи «Сельская честь»)
- Татьяна (П. Чайковский «Евгений Онегин»)
- Ярославна (А. Бородин «Князь Игорь»)

Работала с дирижёрами: А. А. Людмилин, Ф. Ш. Мансуров.
Концертный репертуар:  Б. Бриттен «Военный реквием».

## Награды и звания
- Лауреат II премии XVI Международного конкурса вокалистов им. М.Глинки (Уфа) (1995);
- «Заслуженная артистка Республики Башкортостан» (1996).